# 沈禹錫
沈禹錫（1622年—1649年1月9日），明末清初萧山（今浙江蕭山縣）人，清代文人。

## 生平
生卒年不詳。与同邑蔡仲光、包秉德、毛奇龄为四友，时有“包毛沈蔡”之称。又與来骧、陈清、蔡立国、包秉德、蔡仲光合称“固陵六子”。明亡與諸友隱居蕭山之南鄉深山，築土室讀書，“聚南、北、唐、五代、辽、金、元史暨诸书其中，纵观之”。